# Kiana Firouz
Kiana Firouz (persisch کیانا فیروز; * 21. April 1983) ist eine iranische Filmemacherin, Schauspielerin und Menschenrechtsaktivistin.
In ihrer Heimat drehte Firouz einen Dokumentarfilm über Menschenrechtsverletzungen an Lesben. Da die iranischen Sicherheitskräfte ihre Aktivitäten entdeckten, war sie gezwungen, nach Großbritannien zu fliehen und dort politisches Asyl zu beantragen, was ihr nach zähem Ringen mit Unterstützung von Menschenrechtsorganisationen wie Amnesty International dann schließlich gewährt wurde.
Ihre Geschichte wurde 2010 in Großbritannien von den Exiliranern Ramin Goudarzi Nejad und Mahshad Torkan unter dem Titel Cul-de-Sac (dt. Sackgasse) mit ihr selbst als Hauptdarstellerin verfilmt.
Sie ist die Autorin von „Gordafarid is a queer“ und „An Artery: A love letter to England“ sowie die Schöpferin des Graphic Novels „Lines“.
Firouz arbeitete mehrere Jahre lang mit dem in London ansässigen Nachrichtensender Iran International als Produzentin für Kunst und Kultur zusammen. Zudem engagierte sie sich bei der Nichtregierungsorganisation 6rangiran, dem iranischen Netzwerk für lesbische und transgeschlechtliche Menschen. 
Firouz hat Film und Medien am Birkbeck, University of London studiert und leitet derzeit ein Medienunternehmen namens FirouzMedia. FirouzMedia veröffentlichte The Terrible Tehran, um das 100-jährige Jubiläum des sozialkritischen Romans im Iran zu feiern. Dieses Buch ist der erste soziale Roman in der iranischen Literaturgeschichte, geschrieben von Morteza Moshfeq Kazemi im Jahr 1922, und thematisiert das Leben von Sexarbeiterinnen.